# Kennedykanalen
Kennedykanalen (Kennedy Channel) er et stræde eller sund nord for 80. breddegrad (80°55′N, 66°30′V) mellem den canadiske ø Ellesmere Island og den nordvestlige grønlandske halvø Washington Land. Sundet er mellem 26–29 km bred og udvider sig mod nord til 177 km. I Kennedykanalen ligger øerne Crozier Ø, Franklin Ø og Hans Ø. Sundet er en del af Nares Strædet, som forbinder Baffinbugten med Lincolnhavet. Kun i en kort sommerperiode er sundet ikke fuldstændig tilfrosset og dermed åbent for sejlads.
Strædet er opkaldt efter den britiske polarforsker William Kennedy der var med på Franklin-ekspeditionen i 1854.
80°55′N 66°30′V / 80.917°N 66.500°V